# Rhinobatos blochii
Rhinobatos blochii es una especie de peces de la familia Rhinobatidae en el orden de los Rajiformes.

## Morfología
• Los machos pueden llegar alcanzar los 100 cm de longitud total.

## Distribución geográfica
Se encuentra desde las  costas de Mauritania y Senegal hasta Sudáfrica.